# ОШ „Херој Срба” Осипаоница
ОШ „Херој Срба” Осипаоница, насељеном месту на територији града Смедерево, основана је око 1830. године. Школа носи име Ивана Стефановића Србе, учесника Народноослободилачке борбе и народног хероја Југославије.
Први писани подаци о постојању школе су из 1836. године, забележени у црквеној књизи Октоихи, са првим учитељем је Петром Грујићем, када је школа била у старој црквеној згради. Школска зграда је сазидана тек 1921. године. У садашњем школском дворишту подигнута је 1933. године звонара висока 12 метара која је звонила пола сата пре почетка наставе и тиме обавештавала ученике да је време да крену у школу. Звонара је данас под заштитом као специфична грађевина. Она је на неки начи симбол ове школе.
Од 1953. године школа ради као осмогодишња, радила је у две смене, а настава се одвијала и у просторијама Дома културе и приватним кућама. Шездесетих година овај проблем је решен доградњом спрата, а 1986. године школска зграда је реконструисана, дограђена је ђачка кухиња са трпезаријом, као и санитарни чвор.